# Ordre du Faucon blanc
Cet article concerne l'ordre militaire allemand. Pour l'ordre islandais, voir Ordre du Faucon.
Pour les articles homonymes, voir Faucon (homonymie).
L’ordre du Faucon blanc, ou de la Vigilance (en allemand Orden der Wachsamkeit oder vom Weißen Falken) était un ordre institué en 1732 par Ernest-Auguste de Saxe-Weimar pour les services militaires.

## Composition
L’ordre du Faucon blanc était composé de 5 classes :
- Croix (d'or ou d'argent)
- Chevalier de 2e classe (avec ou sans épées)
- Chevalier de 1re classe (avec ou sans épées)
- Commandeur de 2e classe (avec ou sans épées)
- Commandeur de 1re classe (avec ou sans épées)
- Grand-croix (avec ou sans épées)

## Description
La décoration est une croix d'or octogone, étoilée, émaillée de vert et chargée d'un faucon blanc armé et becqué d'or.
La devise est : Vigilando ascendimus.
Le collier et le ruban sont rouges. Des épées entrecroisées en or ou en argent sont ajoutées selon le cas sur le ruban.